# Saint-Melaine-sur-Aubance
Pour l’article homonyme, voir Saint-Melaine pour l'ancienne commune d'Ille-et-Vilaine.
Saint-Melaine-sur-Aubance est une commune française située dans le département de Maine-et-Loire, en région Pays de la Loire.

## Géographie

### Localisation
Commune angevine du Saumurois, Saint-Melaine-sur-Aubance se situe au nord-est de Soulaines-sur-Aubance, sur les routes D 217, Mûrs-Érigné / Vauchrétien, et D 123, Soulaines-sur-Aubance / Brissac-Quincé.
| Mûrs-Erigné           | Les Ponts-de-Cé           | Les Garennes sur Loire |
| Soulaines-sur-Aubance | Saint-Melaine-sur-Aubance | Les Garennes sur Loire |
|                       | Brissac-Loire-Aubance     |                        |

Son territoire se situe sur l'unité paysagère des plateaux de l'Aubance.

### Hydrographie
La commune est traversée par une petite rivière, l'Aubance.

### Climat
Pour des articles plus généraux, voir Climat des Pays de la Loire et Climat de Maine-et-Loire.
En 2010, le climat de la commune est de type climat océanique altéré, selon une étude du CNRS s'appuyant sur une série de données couvrant la période 1971-2000. En 2020, Météo-France publie une typologie des climats de la France métropolitaine dans laquelle la commune est exposée à un climat océanique et est dans la région climatique Moyenne vallée de la Loire, caractérisée par une bonne insolation (1 850 h/an) et un été peu pluvieux.
Pour la période 1971-2000, la température annuelle moyenne est de 11,9 °C, avec une amplitude thermique annuelle de 14 °C. Le cumul annuel moyen de précipitations est de 627 mm, avec 11,1 jours de précipitations en janvier et 6 jours en juillet. Pour la période 1991-2020, la température moyenne annuelle observée sur la station météorologique de Météo-France la plus proche, « Blaison-Gohier », sur la commune de Blaison-Saint-Sulpice à 10 km à vol d'oiseau, est de 12,8 °C et le cumul annuel moyen de précipitations est de 672,7 mm,. Pour l'avenir, les paramètres climatiques de la commune estimés pour 2050 selon différents scénarios d'émission de gaz à effet de serre sont consultables sur un site dédié publié par Météo-France en novembre 2022.

## Urbanisme

### Typologie
Au 1er janvier 2024, Saint-Melaine-sur-Aubance est catégorisée bourg rural, selon la nouvelle grille communale de densité à sept niveaux définie par l'Insee en 2022.
Elle est située hors unité urbaine. Par ailleurs la commune fait partie de l'aire d'attraction d'Angers, dont elle est une commune de la couronne,. Cette aire, qui regroupe 81 communes, est catégorisée dans les aires de 200 000 à moins de 700 000 habitants,.

### Occupation des sols
L'occupation des sols de la commune, telle qu'elle ressort de la base de données européenne d’occupation biophysique des sols Corine Land Cover (CLC), est marquée par l'importance des territoires agricoles (71,4 % en 2018), en diminution par rapport à 1990 (77,1 %). La répartition détaillée en 2018 est la suivante : 
cultures permanentes (31,6 %), zones urbanisées (28,5 %), zones agricoles hétérogènes (22,8 %), terres arables (14 %), prairies (3,1 %), forêts (0,1 %). L'évolution de l’occupation des sols de la commune et de ses infrastructures peut être observée sur les différentes représentations cartographiques du territoire : la carte de Cassini (XVIIIe siècle), la carte d'état-major (1820-1866) et les cartes ou photos aériennes de l'IGN pour la période actuelle (1950 à aujourd'hui).

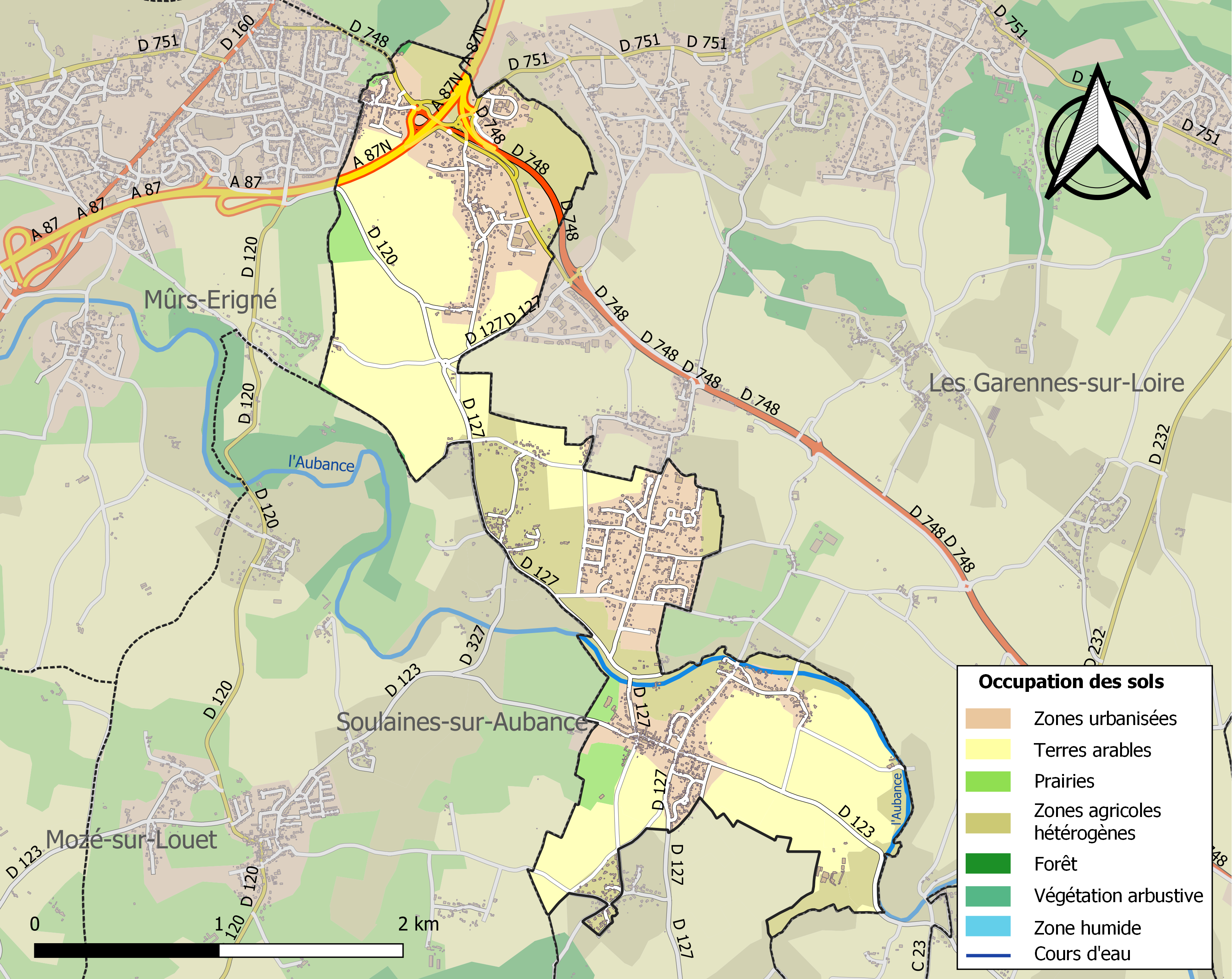
Carte des infrastructures et de l'occupation des sols de la commune en 2018 (CLC).

## Toponymie
Ecclesia Sancti Melanii ultra Ligerim en 996-1010, Sanctus Melanius en 1035-1060. Durant la Révolution, la commune, alors nommée Saint-Melaine, porte le nom d'Aubance. En 1920, la terminaison -sur-Aubance est ajoutée au nom de Saint-Melaine,.

## Histoire
La paroisse est constituée dès le XIe siècle. L'église est donnée par l'évêque à l'abbaye Saint-Serge d'Angers qui y fait établir un prieuré.
Dans le dernier quart du XIXe siècle, le conseil départemental de l'instruction publique décide de fermer l'école de filles. Le maire de l'époque, Armand Brousse, décide de la financer avec ses propres deniers.

## Politique et administration

### Administration municipale
| Période   | Période                   | Identité                             | Étiquette | Qualité                      |
| --------- | ------------------------- | ------------------------------------ | --------- | ---------------------------- |
| 1790      | 1791                      | Joseph Girardeau                     |           |                              |
| 1791      | 1793                      | Louis-François Dureau                |           |                              |
| 1793      | 1795                      | Michel Gautier                       |           |                              |
| 1794      | 1797                      | Thomas Albert                        |           |                              |
| 1795      | 1797                      | René Delhumeau                       |           |                              |
| 1797      | 1800                      | Auffray                              |           |                              |
| 1800      | 1802                      | Joseph Grandmaison                   |           |                              |
| 1802      | 1808                      | Joseph-Louis Ravain                  |           |                              |
| 1808      | 1815                      | Jean-André Vétault                   |           |                              |
| 1815      | 1822                      | Auguste-Marie Laforest D'Armaillé    |           |                              |
| 1822      | 1830                      | Symphorien-Michel Claveau de Gastine |           |                              |
| 1830      | 1837                      | Jean-André Vétault                   |           |                              |
| 1837      | 1843                      | Mathurin Baumier                     |           |                              |
| 1843      | 1851                      | Joseph Girardeau                     |           |                              |
| 1851      | 1852                      | Louis Gelineau                       |           |                              |
| 1852      | 1855                      | Hippolyte Baumier                    |           |                              |
| 1855      | 1870                      | Toussaint Breau                      |           |                              |
| 1870      | 1883                      | Armand Brousse                       |           |                              |
| 1883      | 1894                      | Théophile Auffray                    |           |                              |
| 1894      | 1908                      | Louis Gelineau                       |           |                              |
| 1908      | 1919                      | Joseph Esnou                         |           |                              |
| 1919      | 1925                      | Eugène Rabineau                      |           |                              |
| 1925      | 1929                      | Émile Fournier                       |           |                              |
| 1929      | 1934                      | Marcel Gelineau                      |           |                              |
| 1934      | 1935                      | Alexandre Vaillant                   |           |                              |
| 1935      | 1945                      | Émile Fournier                       |           |                              |
| 1945      | 1958 (décès)              | Joseph Vinsonneau                    |           |                              |
| 1958      | mars 2001                 | Gilbert Rabineau                     | DVD       | Viticulteur, maire honoraire |
| mars 2001 | mars 2008                 | Paul Soulard                         | DVG       |                              |
| mars 2008 | mars 2014                 | Gabriel Halligon                     | MoDem     | Cadre mutuel                 |
| mars 2014 | mai 2020                  | Gérald Cochard                       | DVG       | Retraité EDF                 |
| mai 2020  | En cours (au 28 mai 2020) | Dominique Forest                     |           | Retraité                     |

### Intercommunalité
La commune est membre de la communauté de communes Loire Layon Aubance depuis la disparition de la communauté de communes Loire Aubance, elle-même membre du syndicat mixte Pays Loire-Angers.

## Population et société

### Démographie

#### Évolution démographique
L'évolution du nombre d'habitants est connue à travers les recensements de la population effectués dans la commune depuis 1793. Pour les communes de moins de 10 000 habitants, une enquête de recensement portant sur toute la population est réalisée tous les cinq ans, les populations de référence des années intermédiaires étant quant à elles estimées par interpolation ou extrapolation. Pour la commune, le premier recensement exhaustif entrant dans le cadre du nouveau dispositif a été réalisé en 2008.

En 2022, la commune comptait 2 209 habitants, en évolution de +8,28 % par rapport à 2016 (Maine-et-Loire : +2,12 %, France hors Mayotte : +2,11 %).
| 1793 | 1800 | 1806 | 1821 | 1831 | 1836 | 1841 | 1846 | 1851 |
| ---- | ---- | ---- | ---- | ---- | ---- | ---- | ---- | ---- |
| 482  | 572  | 593  | 581  | 524  | 521  | 501  | 492  | 517  |

| 1856 | 1861 | 1866 | 1872 | 1876 | 1881 | 1886 | 1891 | 1896 |
| ---- | ---- | ---- | ---- | ---- | ---- | ---- | ---- | ---- |
| 466  | 465  | 463  | 444  | 462  | 433  | 414  | 417  | 402  |

| 1901 | 1906 | 1911 | 1921 | 1926 | 1931 | 1936 | 1946 | 1954 |
| ---- | ---- | ---- | ---- | ---- | ---- | ---- | ---- | ---- |
| 368  | 383  | 383  | 373  | 377  | 365  | 360  | 354  | 373  |

| 1962 | 1968 | 1975 | 1982 | 1990  | 1999  | 2006  | 2008  | 2013  |
| ---- | ---- | ---- | ---- | ----- | ----- | ----- | ----- | ----- |
| 433  | 434  | 628  | 989  | 1 579 | 1 942 | 2 092 | 2 131 | 2 044 |

| 2018  | 2022  | - | - | - | - | - | - | - |
| ----- | ----- | - | - | - | - | - | - | - |
| 2 086 | 2 209 | - | - | - | - | - | - | - |

#### Pyramide des âges
La population de la commune est relativement jeune.
En 2018, le taux de personnes d'un âge inférieur à 30 ans s'élève à 31,9 %, soit en dessous de la moyenne départementale (37,2 %). À l'inverse, le taux de personnes d'âge supérieur à 60 ans est de 28,1 % la même année, alors qu'il est de 25,6 % au niveau départemental.
En 2018, la commune compte 1 039 hommes pour 1 047 femmes, soit un taux de 50,19 % de femmes, légèrement inférieur au taux départemental (51,37 %).
Les pyramides des âges de la commune et du département s'établissent comme suit.
| Hommes | Classe d’âge | Femmes |
| ------ | ------------ | ------ |
| 0,2    | 90 ou +      | 0,7    |
| 6,2    | 75-89 ans    | 6,8    |
| 21,6   | 60-74 ans    | 20,9   |
| 23,7   | 45-59 ans    | 24,5   |
| 16,0   | 30-44 ans    | 15,9   |
| 13,3   | 15-29 ans    | 14,6   |
| 19,2   | 0-14 ans     | 16,6   |

| Hommes | Classe d’âge | Femmes |
| ------ | ------------ | ------ |
| 0,9    | 90 ou +      | 2,1    |
| 7      | 75-89 ans    | 9,5    |
| 16,2   | 60-74 ans    | 16,9   |
| 19,4   | 45-59 ans    | 18,7   |
| 18,2   | 30-44 ans    | 17,5   |
| 18,8   | 15-29 ans    | 17,6   |
| 19,5   | 0-14 ans     | 17,6   |

## Économie
Sur 119 établissements présents sur la commune à fin 2010, 9 % relèvent du secteur de l'agriculture (pour une moyenne de 17 % sur le département), 5 % du secteur de l'industrie, 13 % du secteur de la construction, 56 % de celui du commerce et des services et 16 % du secteur de l'administration et de la santé. Fin 2015, sur les 144 établissements actifs, 4 % relèvent du secteur de l'agriculture (pour 11 % sur le département), 5 % du secteur de l'industrie, 11 % du secteur de la construction, 67 % de celui du commerce et des services et 14 % du secteur de l'administration et de la santé.

## Culture locale et patrimoine

### Lieux et monuments
- Église Saint-Melaine

### Personnalités liées à la commune
- Victor Pavie (1808-1886) écrivain, poète et amateur d'art, imprimeur-éditeur et vice-président de la Société d’agriculture, des sciences et arts d’Angers, décédé à Saint-Melaine-sur-Aubance[31].